# Eset
A ESET é uma companhia de segurança da informação sediada na Bratislava, Eslováquia. Foi fundada em 1992 a partir da fusão de duas companhias privadas, desenvolvendo seu produto mais famoso, ESET NOD32, o potencial software antivírus.
Por meio de suas diversas soluções de segurança, a ESET protege mais de 110 milhões de usuários, entre negócios e consumidores, ao redor de mais de 200 países e territórios. Possui 13 centros de Investigação e Desenvolvimento e 20 escritórios físicos, além de empregar mais 1500 pessoas no mundo.

## História
A empresa foi fundada em 1987, quando Miroslav Trnka e Peter Paško, criadores do software antivírus NOD, se juntaram com Rudolf Hrubý. O primeiro vírus descoberto pelos fundadores da ESET naquele ano foi chamado de “Vienna”.
Adotaram Eset, nome da deusa egípcia curandeira mágica, como o nome da empresa. Após obter seu primeiro prêmio VB100 da Virus Bulletin em 1998, a companhia conseguiu se instalar e estabelecer subsidiárias em quatro continentes. Os países Argentina, México e Brasil são as sedes da América Latina. Do mesmo modo, no início da companhia foram instalados centros de desenvolvimento na Europa, o que fez com que a ESET pudesse continuar crescendo. 

### Linha do tempo
1987: Foi criada a primeira versão do antivírus NOD
1992: A ESET, spol. s r.o; foi fundada e seus primeiro produtos antivírus colocados à venda na Tchecoslováquia (região atual da Eslováquia) e em outros países
1998: A ESET recebe seu primeiro prêmio VB100 da Virus Bulletin
1999: A ESET, LLC em San Diego (Estados Unidos) foi fundada
2004: A ESET inaugura seu escritório em Buenos Aires, Argentina, como sede regional da América Latina
2005: Foi introduzido na região a detecção de malware na Nuvem, como o nome de ESET LiveGrid
2010: Foi inaugurada a sede na Singapura como escritorio regional da Ásia-Pacífico
2012: Foi introduzido o slogan “Enjoy Safer Technology”, que expressa de maneira completa a visão da empresa
2013: A ESET cria seu portal de notícias de segurança WeLiveSecurity, disponível atualmente em português, inglês, espanhol, alemão e francês.
2014: Os investigadores da ESET ajudaram a prender quem estava por trás do caso Windigo
2014: A empresa alcança 100 milhões de usuários no mundo
2016: A ESET obtém o prêmio VB100 de número 100, tornando-se a primeira companhia a conseguir isso com um único produto.
2017: A ESET continua se expandindo e abre novos centros de Investigação e Desenvolvimento no Canadá e Romênia
2018: Em apenas 4 anos a ESET alcança mais de 10 milhões de novos usuários, superando mais de 110 milhões de clientes ao redor do mundo
2019: A ESET é reconhecida como Challenger no Quadrante Mágico do Gartner para Plataformas de Proteção Endpoint pelo segundo ano consecutivo

## Companhia
A ESET é uma empresa privada, sustentada com base em fundos privados, com escritórios nas seguintes cidades do mundo:
- Bratislava, Eslováquia (Sede principal)
- San Diego, Estados Unidos (escritório regional)
- Buenos Aires, Argentina (escritório regional)
- Singapura (escritório regional)

Europa
- Praga, República Tcheca
- Jablonec nad Nisou, República Tcheca
- Jena, Alemanha
- Munique, Alemanha
- Cracóvia, Polônia
- Taunton, Reino Unido
- Bournemouth, Reino Unido
- Iași, Romênia
- Zilina, Eslováquia
- Brno, República Tcheca

Global
- São Paulo, Brasil
- Sydney, Austrália
- Toronto, Canadá
- Montreal, Canadá
- Cidade do México, México
- Tóquio, Japão

Além disso, conta com 13 centros de Investigação e Desenvolvimento localizados na Eslováquia, República Tcheca, Polônia, Reino Unido, Estados Unidos, Argentina, Singapura e Canadá, além de uma rede de distribuidores que opera em mais de 200 países ao redor do mundo.
A ESET é a primeira empresa de Segurança da Informação a obter 100 prêmios VB100 do Virus Bulletin, identificando cada malware “in-the-wild” sem interrupções desde 2003.
Além disso, a ESET foi reconhecida como a única Challenger no Quadrante Mágico do Gartner para Plataformas de Proteção Endpoint 2018, e voltou a ocupar essa posição pelo segundo ano consecutivo em 2019.
Desde o início da companhia, os especialistas da ESET se encarregaram de investigar novas tecnologias que antecipem futuras ameaças, como a análise heurística, aprendizagem automática e emulação. Por meio de seus laboratórios de investigação globais, é desenvolvida a tecnologia da ESET em múltiplas camadas, entre elas estão:
- UEFI Scanner
- Detecções ADN
- Sistema de proteção contra malware na Nuvem
- Detecção de comportamento malicioso e bloqueio
- Modo de sandbox incluso no produto
- Escaneamento de memória avançada
- Escudo Anti-Ransomware
- Proteção contra ataques de rede e contra Botnets

A ESET utiliza diversos meios para manter sua comunidade informada. Entre eles:
WeLiveSecurity, o premiado portal de notícias de segurança da informação, disponível em espanhol, inglês, português, francês e alemão
Blog Corporativo ESET, o blog institucional da companhia que reúne artigos de interesse, produtos, ações de sustentabilidade, entre outros.
Blog para empresas, pensado para grandes companhias, em que são publicados conteúdos sobre tendências e acontecimentos do mundo da segurança.

## Produtos
A lista de produtos da ESET inclui tanto soluções para usuários domésticos como para empresas e grandes corporações, adaptando sua tecnologia de acordo com o cliente ou consumidor.

### Produtos Domésticos
Disponíveis para diversos Sistemas Operacionais, entre eles Windows, Mac, Android e Linux.
Proteção Antivírus para Windows
- ESET NOD32 Antivírus
- ESET Internet Security
- ESET Smart Security Premium

Proteção Antivírus para Mac
- ESET Cyber Security Pro
- ESET Cyber Security

Proteção Antivírus para Linux
- ESET NOD32 Antivírus 4 para Linux Desktop

Proteção para dispositivos móveis
- ESET Mobile Security para Android
- ESET Parental Control para Android
- ESET Smart TV Security

### Produtos para empresas
Segmentados em produtos e serviços, a ESET oferece proteção não só para os computadores e a rede da companhia, mas também para dispositivos móveis, servidores, acessos e dados, entre outros.
Proteção para endpoints
- ESET Endpoint Security (Windows e Mac)
- ESET Endpoint Antivírus (Windows e Mac)
- ESET NOD32 Antivírus Business Edition para Linux Desktop

Proteção para dispositivos móveis
- ESET Endpoint Security para Android
- ESET Mobile Device Management para Apple iOS

Segurança para servidores
- File Server Security
- Segurança para e-mail
- Segurança para SharePoint
- Segurança para Gateway
- Virtualização
- Administração remota baseada na Nuvem

- ESET Remote Administrator VM para Microsoft Azure
- ESE Cloud Administrator

Administração remota baseada nas instalações
- ESET Security Management Center

Sandboxing baseado na Nuvem
- ESET Dynamic Threat Defense

Proteção de dados
- ESET Endpoint Encryption
- Xopero
- Safetica

Duplo Fator de Autenticação
- ESET Secure Authentication

Segurança de rede
- Greycortex Mendel

Bundles On-premise / na Nuvem

### Servições de segurança
- ESET Threat Intelligence
- Suporte Técnico da ESET

## Reconhecimentos
Ao longo dos anos, a ESET tem sido reconhecida em diversas ocasiões por distintas companhias independentes ao redor do mundo. Entre eles, estão:

### 2019
- A ESET foi nomeada como a única Challenger no Quadrante Mágico do Gartner para Plataformas de Proteção Endpoint*, pelo segundo ano consecutivo, avaliada por sua habilidade de execução e visão global.
- As resenhas de usuários da G2 colocaram a ESET no 4° lugar dentro do ranking de Melhores Empresas de Software da região EMEA (Europa, Oriente Médio e África) e a 30° colocação em âmbito global.
- A ESET foi reconhcida como Top Performer no relatório Executive View da KuppingerCole.
- A matriz de liderança em Cibersegurança de 2019 da Canalys posicionou a ESET como Champion em âmbito global.

### 2018
- A ESET foi nomeada como a única Challenger no Quadrante Mágico do gartner para Plataformas de Proteção Endpoint**.
- O relatório para o Q3 de 2018 da Forrester Wave™: Endpoint Detection and Response, qualificou a ESET como Strong Performer, e além disso, foi destacada como líder no relatório correspondente ao Q2 de 2018, chamado The Forrester Wave™: Endpoint Security Suites.
- A IDC reconheceu a ESET como a principal fornecedora de segurança para endpoints da Europa Central e Leste (CEE) e a sexta em âmbito mundial, em seu relatório “IDC Endpoint Security Software Markt Shares”.
- A AV-Comparatives deu a ESET o prêmio de ouro nas avaliações de Performance e Falsos Positivos.

Além disso, a ESET é a primeira empresa a chegar à marca de 100 prêmio VB100 pela Virus Bulletin, um feito que coloca a ESET como a maior ganhadora desses prêmios, e acumula diversos reconhecimentos ADVANCED+ pela AV-Comparatives.